# Alpha Academy (catch)
Pour les articles homonymes, voir Alpha Academy.
Palmarès
1 fois champions par équipes de Raw (Chad Gable et Otis)
Alpha Academy (littéralement « L'académie Alpha » en français) est un clan de catcheurs Face composé d'Otis (leader), de Maxxine Dupri et d'Akira Tozawa. Le trio travaille actuellement à la World Wrestling Entertainment, dans la division Raw

## Histoire

### World Wrestling Entertainment (2020-...)

#### Formation et champions par équipes deRaw(2020-2023)
Le 13 novembre à SmackDown, Chad Gable crée le clan, recrute Otis dans ses rangs et forme ainsi une alliance avec ce dernier. Le 20 décembre lors du pré-show à TLC, Big E, Daniel Bryan et les deux catcheurs battent Sami Zayn, King Corbin, Cesaro et Shinsuke Nakamura dans un 8-Man Tag Team match.
Le 19 février 2021 à SmackDown, ils perdent face à Los Mysterios (Dominik Mysterio et Rey Mysterio) par disqualification et effectuent un Heel Turn.
Le 5 octobre, ils sont annoncés être officiellement transférés à Raw[réf. nécessaire]. Le 21 novembre aux Survivor Series, ils ne remportent pas la Dual Brand Battle Royal, gagnée par Omos.
Le 10 janvier 2022 à Raw, ils deviennent les nouveaux champions par équipes de Raw en battant RK-Bro (Randy Orton et Riddle). Le 29 janvier au Royal Rumble, ils entrent dans le Men's Royal Rumble match en 13e et 25e positions. Le premier élimine Omos (avec l'aide d'AJ Styles, Austin Theory, de Dominik Mysterio, Ricochet et Ridge Holland) avant d'être lui-même éliminé par Rick Boogs. Le second élimine Rey Mysterio avant d'être lui-même éliminé par les anciens champions par équipes. Le 7 mars à Raw, il ne conservent pas leurs ceintures, battus par leurs mêmes adversaires dans un Triple Threat match qui inclut également Kevin Owens et Seth "Freakin" Rollins, ce qui met fin à un règne de 56 jours.
Le 3 avril à WrestleMania 38, ils ne remportent pas les ceintures, rebattus par leurs mêmes adversaires dans la même stipulation qui inclut également les Street Profits.
Le 3 septembre lors du pré-show à Clash at the Castle, Austin Theory et eux perdent face à Madcap Moss et aux Street Profits dans un 6-Man Tag Team match.
Le 28 janvier 2023 au Royal Rumble, ils entrent dans le Men's Royal Rumble match en 8e et 16e positions. Le premier se fait éliminer par Brock Lesnar et le second par Drew McIntyre et Sheamus.
Le 1er avril à WrestleMania 39, ils perdent face aux Street Profits dans un Men's WrestleMania Showcase Fatal 4-Way Tag Team match qui inclut également Braun Strowman, Ricochet et les Viking Raiders.

#### Arrivées de Maxxine Dupri et d'Akira Tozawa, départ de Chad Gable (2023-...)
Le 22 mai à Raw, ils s'allient officiellement avec Maxxine Dupri, effectuent un Face Turn et ensemble, le trio bat les Viking Raiders dans un 6-Person Mixed Tag Team match.
Le 5 août à SummerSlam, les deux catcheurs ne remportent pas la Slim Jim SummerSlam 25-Man Battle Royal, gagnée par LA Knight.
Le 15 avril 2024 à Raw, Chad Gable ne remporte pas le titre Intercontinental, battu par Sami Zayn. Après le combat, malgré une célébration émouvante, il effectue un Heel Turn en attaquant son adversaire par derrière et lui portant un Ankle Lock. Le 15 juin à Clash at the Castle, il ne remporte pas la ceinture, rebattu par son même adversaire. Deux soirs plus tard à Raw, Otis, Maxxine Dupri et Akira Tozawa tournent le dos à Chad Gable, car ils ne supportent plus son attitude à leurs égards et l'excluent du clan.

## Membres du groupe
| *  | Membre(s) fondateur(s) |
| L  | Leader(s)              |
| AL | Ancien(s) leader(s)    |

| Identité      | Identité | Arrivée          | Départ       | Notes                             |
| ------------- | -------- | ---------------- | ------------ | --------------------------------- |
| Chad Gable    | * AL     | 13 novembre 2020 | 17 juin 2024 | 1 fois champion par équipe de Raw |
| Otis          | * L      | 13 novembre 2020 |              | 1 fois champion par équipe de Raw |
| Maxxine Dupri |          | 29 mai 2023      |              |                                   |
| Akira Tozawa  |          | 23 octobre 2023  |              |                                   |

## Palmarès
- Pro Wrestling Illustrated
  - Classé no 69 parmi les 500 meilleurs lutteurs en simple du PWI 500 en 2020 (Otis)[17]
  - Classé no 123 parmi les 500 meilleurs lutteurs en simple du PWI 500 en 2020 (Gable)[17]
- WWE
  - Championnat par équipe de Raw (1 fois) – Gable et Otis[18]

- Wrestling Observer Newsletter
  - Prix du catcheur le plus sous-estimé (2023) – Chad Gable[19]